# Aultbea Free Church
De Aultbea Free Church is een monumentaal kerkgebouw van de Free Church of Scotland in het Schotse dorp Aultbea, Highland. Deze gemeente werd opgericht in het jaar van de disruption, 1843, en in 1855 telde zij circa 1000 leden. Door de jaren heen is dit aantal verminderd, de grote leegloop van de Schotse Hooglanden heeft ook hier zijn sporen nagelaten. 
In 1875 werd er een nieuw en groot kerkgebouw neergezet. Dit gebouw is in gotische stijl opgetrokken in grijze natuursteen. Opvallend is de voorgevel met klokkentoren, veel kerken van de Free Church of Scotland missen een toren. 
De kerkelijke gemeente van Aultbea vormt tegenwoordig één gemeente met het nabure Poolewe. De kerkdiensten in Aultbea worden gezamenlijk met de plaatselijke Associated Presbyterian Church.

## Externe links

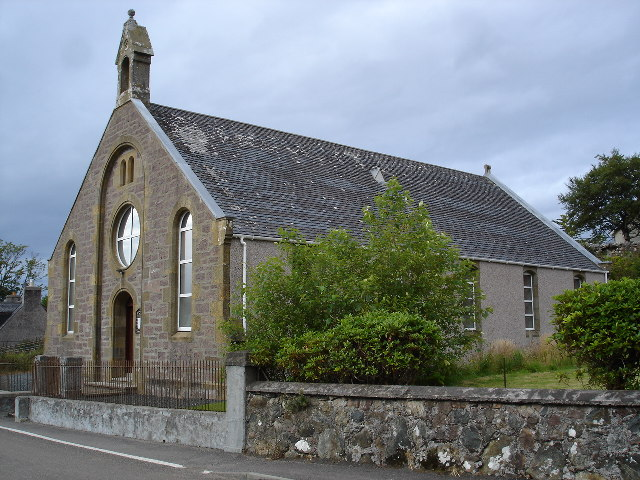
De andere kerk van de gemeente in Poolewe